# Gazzuira
Gazzuira fou una ciutat de l'Imperi hitita a l'est de Kanish. Segurament estava poblada per hayases (prearmenis), hurrites, hitites i kashkes. Quan els kashka es van acostar a la zona vers el 1300 aC la ciutat s'hi va aliar i va saquejar les ciutats hitites de la rodalia.